# Michał Ludwik Tyzenhauz
Michał Ludwik Tyzenhauz herbu Bawół – podstarości wiłkomierski w latach 1744-1765, starosta posolski i diamencki.
Żonaty z Barbarą Zyberkówną.
Poseł na sejm nadzwyczajny 1750 roku z powiatu wiłkomierskiego.